# Eyb (Fluss)
Die Eyb ist ein kleiner Fluss von fast 13 km Länge im westlichen Albuch im baden-württembergischen Landkreis Göppingen, der nach einem nach links ausholenden, insgesamt etwa südwestlichen Lauf im Stadtteil Altenstadt von Geislingen an der Steige  von rechts in die obere Fils mündet.

## Name
In mittelalterlichen Texten wird der Fluss als Ywach oder Ybach bezeichnet. Der Name stammt vom mittelhochdeutschen Īwaha mit der Bedeutung 'Eibenfluss'.

## Geographie

### Verlauf
Die Eyb entspringt wenig entfernt vom südlichen Ortsrand des Böhmenkircher Dorfes Treffelhausen einer Felskluft. Die ersten 50 Meter der Bachsohle sind künstlich erweitert und ausgemauert. Wenige Meter neben der Quelle liegt die 18 Meter lange Eybquellenhöhle, auf der gegenüberliegenden Talseite die 8 Meter lange Harthöhle. Sowohl die Eybquelle als auch die beiden Höhlen sind ausgewiesene Naturdenkmale.
Die Eyb fließt zunächst lange südwärts durch das Roggental und passiert dabei die Karsthöhle Mordloch am rechten Unterhang, aus der ein Quellbach mit Namen Mühlbach austritt, der dann ein Stück weit neben ihr herläuft. Dann erreicht sie die historischen Böhmenkircher Oberen Roggenmühle, in der über Jahrhunderte Wasserkraft ein Mahlwerk antrieb; später wurde bis 1962 hier Strom erzeugt. Das Quellenwasser aus dem Mordloch füllt, insbesondere nach langem Regen und während der Schneeschmelze, die vor der Mühle liegenden Forellenteiche. Am Ende der Mühle, die heute Gaststätte ist, fließt der Mühlbach in die Eyb.
Ab der weniger als einen Kilometer weiter abwärts stehenden Unteren Roggenmühle fließt die Eyb durch ihr nun Eybachtal genanntes Kerbsohlental in der Schwäbischen Alb südwestlich auf den Geislinger Stadtteil Eybach zu und am dortigen Schloss vorbei. In diesem Abschnitt wird die Talfüllung durch Süßwasserkalke bestimmt (Kalktuff). Im sich anschließenden Geislingen selbst erreicht sie den südlichsten Punkt ihres Laufes, nahebei mündet die von Süden kommende Rohrach, die fast ebenso viel zu ihrem Einzugsgebiet beiträgt wie die Eyb bis hierher selbst. Danach fließt die Eyb noch ein kurzes Stück in nordwestliche Richtung durch die weite Geislinger Talspinne und mündet im Stadtteil Altenstadt von rechts am Beginn von deren großer Westkehre in die Fils.
Die 12,8 km lange Eyb und fällt auf ihrem Lauf um etwa 190 Höhenmeter, sie hat damit ein mittleres Sohlgefälle von etwa 15 ‰. In ihrem 109 km² großen Einzugsgebiet auf der verkarsteten Alb gibt es außer in den tiefen Tälern ihrer wenigen großen Zuläufe kaum oberirdische Wasserläufe, jedoch neben dem erwähnten Mordloch noch weitere Quellaustritte am Rande der Taleinschnitte aus dem Karstwasserleiter.
Die Eyb fließt lange im Naturschutzgebiet Eybtal mit Teilen des Längen- und Rohrachtales, das am besiedelten Unterlauf das Tal erst von beiden Hangfüßen aufwärts umfasst.

### Zuflüsse
Von der Quelle zur Mündung. Auswahl. Daneben zahlreiche Trockentalzuläufe.
- Magentalbach, von links nahe Geislingen an der Steige-Untere Roggenmühle
- (Bach aus der Roggensteigklinge), von links nach der Unteren Roggenmühle
- Längentalbach, von rechts in Geislingen-Eybach
- Siebenquellenbach, von links in Geislingen
- Talgrabenbach, von rechts in Geislingen
- Rohrach, von links in Geislingen